# Jef Scherens
Jef Scherens, né le 17 février 1909 à Werchter et mort le 9 août 1986 à Louvain, est un ancien coureur cycliste belge. Spécialiste de la vitesse sur piste, il est sept fois champion du monde de cette discipline entre 1931 et 1947, et 15 fois champion de Belgique. Le Grand Prix Jef Scherens porte son nom.

## Biographie

### Jeunesse
Jef Scherens naît le 17 février 1909. Il est le plus jeune d'une famille de cinq enfants. Il est un petit garçon fragile et sa mère le surnomme Poeterke, nom que l'on donne dans le Hageland aux chevreaux et aux agneaux rapides et agiles. Ses amis modifient plus tard ce surnom en Poeter, qui devient Poeske à Bruxelles. Ce surnom s'avèrera opportun durant sa carrière, en raison de ses fins de sprint rapides, durant lesquelles il jaillissait au moment crucial.
À la suite de l'attaque allemande en 1914, la famille Scherens se réfugie en France, près de Loudun, où elle est plus en sécurité. Dès la fin de la guerre, elle revient en Belgique. À l'école, Jef Scherens n'est pas un très bon élève et le Comité d'orientation professionnelle lui conseille de devenir acrobate car il est doué pour le travail manuel.
Scherens part travailler dans une usine de cuir et effectue chaque jour le trajet jusqu'à Zaventem à vélo. En raison de son allure rapide, il envisage petit à petit de devenir cycliste. Grâce à son frère Giel, il parvient à acquérir en 1926 le vélo sur lequel il fait ses débuts. Quelque temps plus tard, il gagne 6 courses, puis 40 l'année suivante. Ses succès le renforcent dans sa conviction de cesser le travail pour se consacrer au cyclisme. En 1928, il remporte la course d'ouverture pour les amateurs à Mortsel, puis s'adjuge 27 autres victoires.

### Carrière professionnelle
Ses qualités de sprinter ne passent pas inaperçu et Edward Van Hove, président du Stoempersclub de Louvain lui propose un contrat pour disputer une compétition de vitesse au palais des sports de Bruxelles. Le 14 octobre 1928, Scherens s'y impose face au champion belge de l'époque Jules Vervust.
En 1929, il remporte cinq courses sur route. Cette année-là, il effectue son service militaire en se voyant accordé le privilège de pouvoir s'entraîner à certaines heures. Une chute en 1930 le maintient au lit pendant sept semaines.
En 1931, il fait son retour et devient champion de Belgique chez les professionnels. Entre 1931 et 1947, il remporte 15 fois le championnat de Belgique de vitesse individuelle.
En 1932, il dispute le championnat du monde à Rome et affronte le Français Lucien Michard en finale. Leur duel dépassant cependant une durée de 20 minutes, le jury décide de tirer au sort lequel des deux doit partir en tête. Michard est désigné et Scherens, avec son fameux jaillissement, remporte le titre de champion du monde. Il est fêté à Louvain, ville où il réside depuis 1930. Il s'impose par la suite à cinq reprises aux championnats du monde sur piste : en 1933 à Paris, en 1934 à Leipzig, en 1935 à Bruxelles, en 1936 à Zurich et en 1937 à Copenhague. En juillet 1938, il fait une grave chute durant le Grand Prix de Paris à la Cipale. Pas encore complètement rétabli de sa chute il perd son titre en s'inclinant face au Néerlandais Arie van Vliet.
Van Vliet et Scherens se retrouvent un an plus tard en finale à Milan et chutent tous les deux. La finale est reportée. Le lendemain, la Seconde Guerre mondiale éclate et le championnat est annulé.
Après six ans d'interruption, les championnats du monde sont de nouveau organisés en 1946 à Zurich. Scherens s'y incline face au Français Georges Senfftleben. L'année suivante, il parvient à décrocher un septième et dernier titre à Paris.
Scherens a également remporté de nombreux Grands Prix dans différents pays, battant les records de tous les grands vélodromes d'Europe. En 1933, il reçoit le Trophée national du Mérite sportif.
Depuis 1963, le Grand Prix Jef Scherens est disputé en son honneur à Louvain.

## Palmarès

### Championnats du monde
- Ordrup 1931
  -  Médaillé de bronze de la vitesse
- Rome 1932
  -  Champion du monde de vitesse
- Paris 1933
  -  Champion du monde de vitesse
- Leipzig 1934
  -  Champion du monde de vitesse
- Bruxelles 1935
  -  Champion du monde de vitesse
- Zurich 1936
  -  Champion du monde de vitesse
- Ordrup 1937
  -  Champion du monde de vitesse
- Amsterdam 1938
  -  Médaillé d'argent de la vitesse
- Milan 1939
  - Qualifié en finale de la vitesse (avec Arie van Vliet)
- Paris 1947
  -  Champion du monde de vitesse

### Championnats nationaux
- Champion de Belgique d'hiver de vitesse : 1931 et 1932
- Champion de Belgique de vitesse indépendants : 1929
- Champion de Belgique de vitesse : 1931-1939, 1941-1942 et 1944-1947 (2e : 1940, 1943 et 1949) (3e : 1930 et 1950)

### Grands Prix
Jef Scherens a remporté plus de 70 grands prix au cours de sa carrière dont :
- Grand Prix de Paris : 1932-1933 et 1937
- Grand Prix de la République : 1931, 1933
- Grand Prix du Conseil municipal : 1932 et 1936
- Grand Prix de l'UVF : 1933-1934 et 1942
- Grand Prix de Noël : 1933
- Grand Prix d'Angers : 1931 et 1933
- Grand Prix de Reims : 1935
- Grand Prix de Turin : 1937
- Grand Prix d’Anvers : 1932, 1933, 1937, 1941, 1942
- Grand Prix de l'Armistice : 1931
- Grand Prix de Bordeaux : 1943
- Prix de l'Espérance : 1948

## Distinctions
- 1933 : Trophée national du Mérite sportif[3].
- 2002 : Jef Scherens fait partie des coureurs retenus dans le Hall of Fame de l'Union cycliste internationale[4].